# 110-та окрема бригада територіальної оборони (Україна)
110-та окрема бригада територіальної оборони «Хортиця» (110 ОБрТрО, в/ч А7038) — військове формування Сил територіальної оборони Збройних сил України. Дислокується у Запорізькій області. Бригада перебуває у складі Регіонального управління «Схід» Сил ТрО.
Була створена у 2018 році як кадроване з'єднання. Після російського повномасштабного вторгнення 2022 року відмобілізована, брала участь у боях.

## Історія
16—25 грудня 2018 року на Запоріжжі стартували навчання новоствореної 110-ї бригади територіальної оборони — шість її батальйонів розгорнули по всій області. Протягом десяти днів запорізькі резервісти мали займатись стрільбами на полігонах і проходити бойове злагодження підрозділів.
17 грудня 2018 року військовослужбовці бригади урочисто склали присягу на вірність українському народові. До неї планували набрати орієнтовно до 2700 військовослужбовців, це шість батальйонів, які мали дислокуватися в Запоріжжі, Мелітополі, Бердянську, Пологах та Кам'янці-Дніпровській. Після складання військової присяги військовозобов'язані були призвані на навчальні збори.
17 липня 2019 року на полігоні «Близнюки» бригада провела черговий стрілецький день. Участь у навчаннях взяли 240 бійців. Єдиний всеукраїнський стрілецький день запровадили у 2017 році. Заходи, присвячені цьому дню, у Запорізькій області влаштовували чотири рази на рік.
В квітні 2021 року пройшли позапланові збори 110-ї бригади, а також 124 ОБрТрО (Херсонська область), до яких залучили військовозобов'язаних та резервістів, які уклали контракт на проходження служби у військовому резерві у цих підрозділах, та основними завданнями яких було вдосконалення навичок щодо:
- охорони та захисту адміністративного кордону з АР Крим;
- прикриття десантно-доступних ділянок узбережжя;
- контролю населених пунктів, охорони органів державної влади, посилення охорони критичних об'єктів, мостів, несення служби на блокпостах;
- боротьби з диверсійно-розвідувальними силами, іншими озброєними формуваннями агресора та антидержавними незаконно утвореними озброєними формуваннями.

### Російське вторгнення 2022 року
З початком повномасштабного вторгнення РФ в Україну бійці бригади брали участь в оборонних операціях, зокрема на Запоріжжі.
Чотири з шести підпорядкованих батальйонів формувалися з українців з окупованих територій. Підрозділи формувалися виходячи з оточення з перших днів приймаючи бої.
В жовтні 2022 року командир бригади на визнання заслуг її бійців отримав бойовий прапор від командувача Сил територіальної оборони ЗСУ генерал-майора Ігоря Танцюри.
14 липня 2025 року бригаді присвоєно почесне найменування «Хортиця».

## Структура
- управління (штаб)
- 111-й окремий батальйон територіальної оборони (Бердянськ)
- 112-й окремий батальйон територіальної оборони (Кам'янка-Дніпровська)
- 113-й окремий батальйон територіальної оборони (Енергодар)[10]
- 114-й окремий батальйон територіальної оборони (Запоріжжя)[11]
- 115-й окремий батальйон територіальної оборони (Мелітополь)[12][13]
- 116-й окремий батальйон територіальної оборони (Пологи)[14][15]
- рота вогневої підтримки
- рота протидиверсійної боротьби
- інженерно-саперна рота
- мінометна батарея
- інші підрозділи

## Командування
- 2022: полковник Власенко В'ячеслав Вікторович[16]
- з 2023: полковник Ігнатьєв Олександр Сергійович[7]

## Втрати
- 5 квітня 2022 — Шахмартов Ярослав Михайлович, солдат. Загинув в м. Авдіївка, Донецька область[17].
- 3 лютого 2023 — Лісяк Андрій Костянтинович, солдат.
- 3 вересня 2023 — Лисяков Ігор Леонідович (53 роки), старший сержант. Загинув поблизу н.п. Приютне Запорізької області.
- 8 вересня 2023 — Попов Павло («Паха»), старший солдат.[18]
- 2 травня 2024 — Новицький Роман Петрович, солдат-стрілець. Загинув поблизу н.п. Архангельське Донецької області[19].
- 18 листопада 2024 - Бабій Віталій Любомирович, 39 років. Головний сержант стрілецької роти. Помер  від отриманих поранень у лікарні в місті Запоріжжя Запорізької області[20].